# Ascraeus Mons

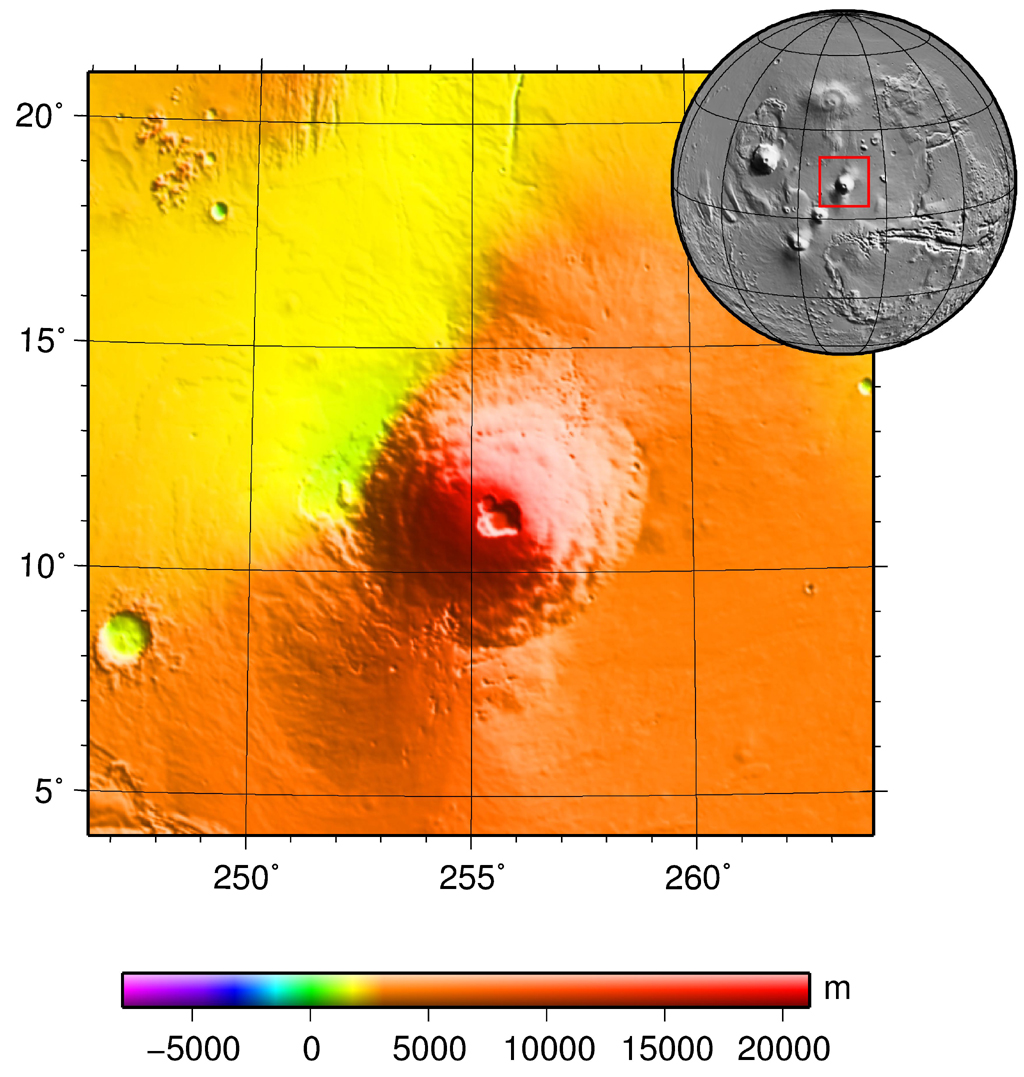
Topografisk karta på Ascraeus Mons

Ascraeus Mons är den nordligaste av tre vulkaner (kända som Tharsis Montes) på Mars. 
Den är cirka 456 kilometer i diameter och är den näst högsta på Mars på 18.1 km hög. Den skapades av olika utbrott av lava bestående av basalt.
Den upptäcktes av rymdsonden Mariner 9 i Marinerprogrammet år 1971.
Vulkanen fick sitt officiella namn 1973 då man tidigare hade kallat den för "North Spot.

Bild på Tharsis